# Pardalota
Pardalota är ett släkte inom familjen vårtbitare.
Artlista enligt Catalogue of Life:
- Pardalota asymmetrica
- Pardalota haasi
- Pardalota karschiana
- Pardalota reimeri
- Pardalota superba
- Pardalota versicolor